# Толстов, Сергей Павлович
Серге́й Па́влович Толсто́в (25 января [7 февраля] 1907; Санкт-Петербург, Российская империя — 28 декабря 1976; Москва, СССР) — советский историк, этнограф, археолог, исследователь истории народов Средней Азии; истории, этногенеза, культуры каракалпакского народа, открыватель древнехорезмийской цивилизации.
Директор Института этнографии, директор Института востоковедения и учёный секретарь Президиума Академии наук СССР (одновременно), а также заведующий кафедрой этнографии (1939—1951) и декан исторического факультета МГУ (1943—1945). Член-корреспондент АН СССР (1953), почётный член АН Узбекской ССР.

## Биография

### Родословная
Родился 25 января 1907 года в Санкт-Петербурге в семье уральского казачьего офицера, подъесаула Толстова Павла Сергеевича (1878—1916) и Марии Ивановны Бадаевой (1881—1924). В то время П. С. Толстов проходил службу в штате Сводно-Казачьего Лейб-гвардии полка.
Дед — Сергей Евлампиевич Толстов, генерал от кавалерии, наказной атаман Терского казачьего войска, начальник Терской области в 1900—1905 годах, участник русско-турецкой войны; многих походов и экспедиций, кавалер орденов Святого Владимира, Святой Анны и Святого Станислава.
Он воспитал четырёх сыновей — офицеров русской армии, один из них легендарный генерал-лейтенант Владимир Сергеевич Толстов — последний атаман Уральского казачьего войска, последний командующий Уральской отдельной армии.
Отец — Павел Сергеевич Толстов, полковник лейб-гвардии Сводно-казачьего полка, скончался от туберкулеза 23 ноября 1916 года, был похоронен в Ялте (могила не сохранилась).

### Ранние годы
В юности Сергей вместе с братьями был определён сначала в 2-й Петербургский кадетский корпус, а затем, после событий 1917 года, учился в Оренбургском кадетском корпусе. После Оренбурга, воспитывался в детском доме в Москве.
В 1923 году поступил в МГУ, где учился сначала на физико-математическом, а затем на историко-этнологическом факультете (специальность «антропология») до 1930 года. Ученик Б. С. Жукова. Студенческую практику проходил в Поволжье и в Хорезмском оазисе среди туркмен, в 1935 году защитил кандидатскую диссертацию.
В 1937 году с небольшим археологическим отрядом Толстов отправился на «земли древнего орошения», то есть на поглощенные пустыней Кызылкум окраины древнего государства Хорезм. Были открыты десятки археологических памятников и в их числе знаменитые развалины Топрак-кала. Предложенная Толстовым в те годы классификация и датировка археологических культур, охватывающая период от неолита до средневековья, выдержала испытание временем.
В 1939 году Толстов был назначен заведующим кафедрой этнографии и профессором Московского университета.

### Война
В первые же дни Великой Отечественной войны Толстов записался добровольцем. В июле 1941 года просились добровольцами многие сотрудники исторического факультета МГУ, не имевшие специальной военной подготовки. Однако вскоре по указанию властей всех профессоров вернули на обычные места работы. Отказались подчиниться этому строгому приказу только три человека (двое из них, А. Ф. Кон и М. С. Зоркий, вскоре погибли), среди этих троих был Толстов (Рапопорт, Семёнов 2004, с. 194).
Как и многие фронтовики, Толстов не любил рассказывать о войне. Не приходится удивляться тому, что о периоде его военной жизни коллеги, работавшие вместе с ним многие годы, узнали лишь после его смерти из воспоминаний некоторых лиц и из его официальных анкет. Во время войны быстро проявились многие таланты и организаторские способности Толстова.
Он был командиром отделения разведки 2-й батареи противотанкового дивизиона, а потом — командиром взвода топографической разведки артполка 8-й стрелковой дивизии.
В октябре 1941 года его дивизия оказалась в окружении в районе Ельни. В бою 7 октября 1941 года в районе села Усть-Дёмино Толстов находился на артиллерийском наблюдательном пункте, был контужен. Затем он возглавил отряд численностью около 100 человек, выходивший из окружения в строну Можайска. 21 октября он достиг советских позиций у станции Шаликово. В бою в этот день Толстов был ранен в ногу. Он добрался до Кубинки, откуда санитарный поезд увез его на восток — вначале в Ташкент, а затем в Красноярск.
После госпиталя Толстов настойчиво добивался возвращения на фронт, но военное начальство решило иначе, приказав профессору вернуться в Москву. Оба научных учреждения, где он работал, были эвакуированы в Ташкент, и Толстов вскоре оказался там (коллеги давно считали его погибшим и даже официально простились с «мертвым» Сергеем Павловичем).

### Дальнейшая жизнь
В августе 1942 года защитил докторскую диссертацию «Древний Хорезм», а в конце того же года назначен директором Института этнографии АН СССР. В 1943—1945 годах был деканом исторического факультета МГУ, в 1946—1966 годах возглавлял редакцию журнала «Советская этнография». Научрук Ю. В. Кнорозова, которому помог устроиться в 1949 году мнс-ом в Музей этнографии народов СССР в Ленинграде, когда того не принимали в другие институты и не взяли в аспирантуру МГУ из-за того, что семья Кнорозовых находилась в годы войны на оккупированной территории; впоследствии Толстов также помогал Кнорозову.
В 1945 году под руководством Толстова возобновила работы Хорезмская археолого-этнографическая экспедиция, основным объектом работ которой стала Топрак-кала.
В 1950—1952 годах Толстов был директором Института востоковедения АН СССР. В 1951—1970 годах — председатель Российского палестинского общества.
23 октября 1953 года был избран членом-корреспондентом АН СССР по Отделению исторических наук. Также был членом-корреспондентом Академии наук ГДР, почётным членом АН УзССР, входил в ряд других среднеазиатских Академий. Являлся членом-корреспондентом Азиатского общества в Париже, Парижского антропологического общества, Королевского антропологического института Великобритании и Ирландии, Археологического департамента Индии, Итальянского института Среднего и Дальнего Востока, Школы восточных и африканских исследований Лондонского университета и ряда других зарубежных научных учреждений.
В последнее десятилетие жизни практически утратил работоспособность вследствие серии инсультов. Умер 28 декабря 1976 года в Москве. Похоронен на Кунцевском кладбище.

### Семья
Жена Трофимова, Татьяна Алексеевна (1905—1986), известный советский антрополог.
Дочь С. П. Толстова Лада (1927—1991) продолжила дело отца, изучала этнографию народов Приаралья.
Внук — Сергей Рокотов, сценарист.

### Память
Имя носит Кабинет-музей этноархеологии Сектора археологии древности и средневековья Центра евразийской археологии Института этнологии и антропологии имени Н. Н. Миклухо-Маклая РАН.

## Научная деятельность
Толстов был организатором и руководитель одной из самых крупных научных экспедиций советского времени — Хорезмской археолого-этнографической экспедиции АН СССР (1937—1991), открывшей древнехорезмийскую цивилизацию и ряд археологических памятников, например, Белтам.
Одним из участников экспедиции был специалист по религии древнего Хорезма, ученик С. П. Толстова Ю. А. Рапопорт.
Хорезмская экспедиция была одним из важнейших археологических открытий XX века, позволившим восстановить историю одной из древнейших цивилизаций, — таким же, как и деяния предшественников Толстова, восстановивших историю цивилизаций Греции, Египта, Вавилонии и Месоамерики. Раскопки Топрак-калы удивили весь мир. Росписи и скульптуры были переданы в Эрмитаж.
Был главным редактором 18-томного издания «Народы мира. Этнографические очерки», выпущенного Институтом этнографии имени Н. Н. Миклухо-Маклая в период с 1954 по 1966 годы.

## Основные работы
Автор более 300 научных публикаций.
Монографии
- Древняя культура Узбекистана / АН СССР, Узбекистан. филиал. Ин-т языка, лит-ры и истории. — Ташкент: Изд-во УзФАН, 1943. — 40 с. — (Библиотечка бойца).
- Древний Хорезм: Опыт историко-археологического исследования. — М., 1948. — 352 с.
- По следам древнехорезмийской цивилизации. — М.; Л.: Изд-во АН СССР, 1948. — 328 с. — (Научно-популярная серия).
- По древним дельтам Окса и Яксарта / Институт этнографии им. Н. Н. Миклухо-Маклая. — М.: Издательство восточной литературы, 1962. — 324, [20] с.

Статьи
- Русские крестьянские постройки (Критический обзор новейшей литературы) // Этнография. 1927. Кн. III—IV. № 1.
- К этнологической систематике элементов великорусской культуры жилища в средней России // Культура и быт населения Центрально-Промышленной области (этнологические исследования и материалы). М., 1929.
- Les principales étapes du développement de la civilisation térioukhane (фр.) // Eurasia Septentrionalis Antiqua. — Helsinki, 1931. — Nid. VI. — S. 49—68.
- Генезис феодализма в кочевых скотоводческих обществах // Основные проблемы генезиса и развития феодального общества. — М.; Л.: Соцэкгиз, 1934. — 396 с. — (Известия Государственной академии истории материальной культуры. Вып. 103).
- О методах вредительства в археологии и этнографии (в соавторстве с А. Арциховским, М. Воеводским, С. Киселевым) // Историк-марксист. 1937. № 2 (60).
- Основные вопросы древней истории Средней Азии // Вестник древней истории. 1938. № 1 (2).
- Древнехорезмийские памятники в Кара-Калпакии (предварительные итоги археологических работ ИИМК АН СССР и КК АССР в 1938 г.) // Вестник древней истории. 1939. № 3 (8).
- Древности Верхнего Хорезма (основные итоги работ Хорезмской экспедиции ИИМК 1939 г.) // Вестник древней истории. 1941. № 1 (14).
- Новые материалы по истории культуры древнего Хорезма (предварительные итоги работ Хорезмской археологической экспедиции Института истории материальной культуры Академии Наук СССР 1940 г.) // Вестник древней истории. 1946. № 1 (15).
- Этнография и современность // Советская этнография. 1946. № 1.
- Города гузов: историко-этнографический очерк // Советская этнография. 1947. № 3.
- Советская школа в этнографии // Советская этнография. 1947. № 4.
- Из предыстории Руси (Палеоэтнографические этюды) // Советская этнография. Т. VI—VII. М.—Л., 1947.
- «Нарцы» и «Волхи» на Дунае (Из историко-этнографических комментариев к Нестору) // Советская этнография. 1948. № 2.
- Периодизация древней истории Средней Азии // КСИИМК. Вып. XXVIII. М.—Л. 1949.
- Достижения советской археологии // Иосифу Виссарионовичу Сталину Академия наук СССР. М., 1949.
- Значение трудов И. В. Сталина по вопросам языкознания для развития советской этнографии // Советская этнография. 1950. № 4.
- Итоги перестройки работы Института этнографии АН СССР в свете труда И. В. Сталина «Марксизм и вопросы языкознания» // Советская этнография. 1951. № 3.
- Хорезмская археолого-этнографическая экспедиция Академии Наук СССР 1950 г. // Советская археология. Т. XVIII. М., 1953.
- Работы Хорезмской экспедиции АН СССР по раскопкам памятника IV—III вв. до н. э. Кой-Крылган-кала // Вестник древней истории. 1953. № 1 (43).
- Археологические работы Хорезмской экспедиции АН СССР в 1952 г. // Вестник древней истории. 1953. № 2 (44).
- Археологические работы Хорезмской археолого-этнографической экспедиции Академии Наук СССР в 1951 году // Советская археология. Т. XIX. М., 1954.
- Итоги работ Хорезмской археолого-этнографической экспедиции АН СССР в 1953 г. // Вестник древней истории. 1955. № 3 (53).
- Итоги и перспективы развития этнографической науки в СССР // Советская этнография. 1956. № 3.
- Итоги двадцати лет работы Хорезмской археолого-этнографической экспедиции (1937—1956) // Советская этнография. 1957. № 4.
- Хорезмская археолого-этнографическая экспедиция 1955—1956 гг. // Советская археология. 1958. № 1.
- Основные теоретические проблемы современной советской этнографии // Советская этнография. 1960. № 6.
- Приаральские скифы и Хорезм (К истории заселения и освоения древней дельты Сыр-Дарьи) // Советская этнография. 1961. № 4.
- Использование аэрометодов в археологических исследованиях (в соавторстве с Б. В. Андриановым, Н. И. Игониным) // Советская археология. 1962. № 1.
- Результаты историко-археологических исследований 1961 г. на древних руслах Сыр-Дарьи (в связи с проблемой их освоения) // Советская археология. 1962. № 4.
- Исторические корни дружбы народов СССР: Докладная записка в Управление пропаганды и агитации ЦК ВКП(б) / публ. С. С. Алымова // Этнографическое обозрение. 2007. № 5.

## Награды и премии
- два ордена Трудового Красного Знамени (10.06.1945; 1957)
- орден Дружбы народов (1975)
- орден «Знак Почёта» (1967)
- медали
- Сталинская премия первой степени (1949) — за многолетние историко-археологические исследования, обобщённые в научном труде «Древний Хорезм» (1948)